# Pseudasellodes platygymna
Pseudasellodes platygymna là một loài bướm đêm trong họ Geometridae.